# Ishtar Lakhani
Ishtar Lakhani, née en 1985, est une militante sociale et féministe d'Afrique du Sud, dont l’activité se concentre sur les questions des droits humains, notamment  contre les violences faites aux femmes, les droits des travailleurs du sexe, ou encore l'accès aux vaccins contre la Covid-19. En 2020, sa notoriété s’est traduit par une mention par la BBC dans sa liste des 100 femmes les plus influentes de l’année au monde, les 100 Women.

## Biographie
Elle est née en 1985, durant l'apartheid, d'un père hindou et d'une mère musulmane. Elle fréquente l’université Rhodes  de 2003 à 2007 puis l'université du Witwatersrand, de 2012 à 2014, où elle obtient une maîtrise en anthropologie.
Depuis l'obtention de son diplôme, elle collabore avec des organisations, des mouvements et des réseaux en Afrique du Sud et dans le monde, fournissant le soutien nécessaire pour renforcer la défense de droits humains, apportant sa créativité pour renforcer leur visibilité. Ainsi, par exemple, en fin des années 2000 et début des années 2010, elle coordonne sur toute l’Afrique du Sud une campagne intitulée One in Nine Campaign, ce nom faisant référence à une étude de 2005 du Medical Research Council (MRC) sur la violence sexuelle estimant que seule une victime de viol sur neuf signale l'agression qu'elle a subie à la police. Cette activité lui vaut d’être mis en avant par le journal Mail & Guardian parmi les personnalités féminines sud-africaines marquantes.
De 2014 à 2019, elle est la responsable des droits humains du groupe de travail sur l'éducation sexuelle et le plaidoyer (SWEAT), une organisation basée en Afrique du Sud,. Elle  travaille aussi pour développer des campagnes de défense des droits des travailleurs du sexe en Afrique du Sud.
En 2020, elle s’engage sur la campagne Free the Vaccine, coordonnée par le Centre for Artistic Activism et Universities Allied for Essential Medicines (en) (UAEM). Cette campagne vise à faire en sorte que les vaccins contre la Covid-19 soient rendues plus accessibles. Ishtar Lakhani figure sur la liste annuelle des 100 femmes les plus influentes de 2019 de la BBC.